# Caruru (gastronomia)
Il caruru è un piatto brasiliano, tipico della cucina baiana, in realtà di origine africana e importato in Brasile durante il periodo dello schiavismo. Pare comunque che anche gli indios del Nord-Est usassero un piatto simile. È uno dei piatti rituali nella religione sincretica del Candomblé.

## Preparazione
Il caruru si prepara con un vegetale, il gombo, che viene tagliato a fettine e fritto con erbe varie: cipollina, peperoncino, aglio e altre spezie. È generalmente accompagnato da carne bianca, pollo o pesce, che può essere cucinata a parte o fritta insieme. È anche servito con acarajé o abará, ma anche riso bianco e gamberi secchi.